# Venturia marjoriella
Venturia marjoriella är en stekelart som beskrevs av David B. Wahl 1987. Venturia marjoriella ingår i släktet Venturia och familjen brokparasitsteklar. Inga underarter finns listade i Catalogue of Life.